# آمپلکتیت
آمپلکتیت  (به انگلیسی: Emplectite) با فرمول شیمیایی CuBiS2 از مجموعه کانی هاست و از کلمه یونانی emplektos گرفته شده‌است. درشعله ذوب می‌شود. در NO3H محلول است. Cu:۱۸٫۸۸٪  Bi:۶۲٫۰۸٪  S:۱۹٫۴٪  برای اولین بار در رومانی کشف شد و از نظر شکل بلور: پهن و کوتاه - کشیده - سوزنی - منشوری طویل شیاردار - ماکله، رنگ: سفیدقلعی- خاکستری فولادی با تمایل به سبز، شفافیت: کدر(اپاک)، شکستگی: نامنظم، جلا: فلزی، رخ: کامل، سیستم تبلور: ارترومبیک و در رده‌بندی سولفور است  و منشأ تشکیل آن هیدروترمال است.
همایند کانی‌شناسی (پارانژ) آن ویتیکنیت - بیسموتینیت و کانیهایدیگر بیسموت- بیسموتینیت- کالکوپیریت- کوارتز است
، از نظر ژیزمان بلورهای رشته‌ای - آگرگات دانه‌ای و توده‌ای کمیاب است و بیشتر در آلمان، رومانی، چک اسلواکی، پرو و شیلی یافت می‌شود.

## منبع
- پردیس کشاورزی ایران